# Genetische counseling
Genetische counseling is het proces waarbij patiënten of familieleden die risico lopen op een genetische aandoening geïnformeerd worden over de gevolgen en aard van de aandoening, de kans ze te ontwikkelen of over te dragen en de mogelijkheden die voor hen openstaan om ze te voorkomen, vermijden of verbeteren.
Een genetische counselor is een medische genetica-expert. Deze experts informeren en ondersteunen families met leden die lijden aan geboortedefecten of genetische aandoeningen of hier risico op lopen.
Iedereen kan genetische counseling opzoeken naar aanleiding van een aandoening die geërfd is van de biologische ouders. Een vrouw kan genetische counseling ontvangen wanneer ze zwanger is en prenatale tests ondergaat. Als een prenatale test abnormaal is, kan een genetische counselor de risico's van een getroffen zwangerschap onderzoeken en de patiënt hierover informeren. Iemand kan ook genetische counseling krijgen na de geboorte van een kind met een genetische aandoening. In dit geval zal de genetische counselor ook de risico's voor eventuele volgende kinderen vermelden.